# Perušić
Perušić je vesnice a opčina v regionu Lika v Chorvatsku, v Licko-senjské župě. V roce 2011 žilo v opčině 2 638 obyvatel, z toho přímo v Perušići žilo 862 obyvatel.

## Opčina
Opčinu Perušić tvoří 20 vesnic : 
- Bakovac Kosinjski – 126 obyvatel,
- Bukovac Perušićki – 91 obyvatel,
- Donji Kosinj – 494 obyvatel (včetně osad Rudinka a Vukelići),
- Gornji Kosinj – 132 obyvatel,
- Kaluđerovac – 24 obyvatel,
- Klenovac – 32 obyvatel,
- Konjsko Brdo – 118 obyvatel,
- Kosa Janjačka – 98 obyvatel,
- Krš – 32 obyvatel,
- Kvarte – 193 obyvatel,
- Lipovo Polje – 122 obyvatel,
- Malo Polje – 74 obyvatel,
- Mezinovac – 24 obyvatel,
- Mlakva – 51 obyvatel,
- Perušić – 852 obyvatel,
- Prvan Selo – 97 obyvatel,
- Selo Sveti Marko – 34 obyvatel
- Studenci – 44 obyvatel.

## Poloha
Perušić je poprvé zmiňován roku 1487. Leží v jihovýchodní části Liky, v údolí řeky Lika, při dálnici A1 Záhřeb-Split (úsek Otočac-Gospić) a na železniční trati MP11 (Záhřeb – Split).

## Ekonomika
Hlavní ekonomickou aktivitou je zemědělství. Blízká dálnice přinesla ekonomický rozvoj, ale opčina zůstává jednou z nejchudších v Chorvatsku.

## Demografie
V roce 2011 bylo 90,22 % obyvatel chorvatské národnosti a 8,49 % obyvatel srbské národnosti.